# Громадянський провулок (Київ)
Громадя́нський прову́лок — зниклий провулок, що існував у Печерському районі міста Києва, місцевість Звіринець. Пролягав від Громадянської вулиці до вулиці Грибоєдова.

## Історія
Виник у 90-х роках XIX століття під назвою Печерсько-Караваєвський провулок. Назву Громадянський провулок отримав 1940 року (назву підтверджено 1944 року).
Ліквідований близько 1944–1945 року в зв'язку зі знесенням старої забудови та формуванням ботанічного саду. Однак офіційно був ліквідований лише 1977 року.